# 克拉蒂根

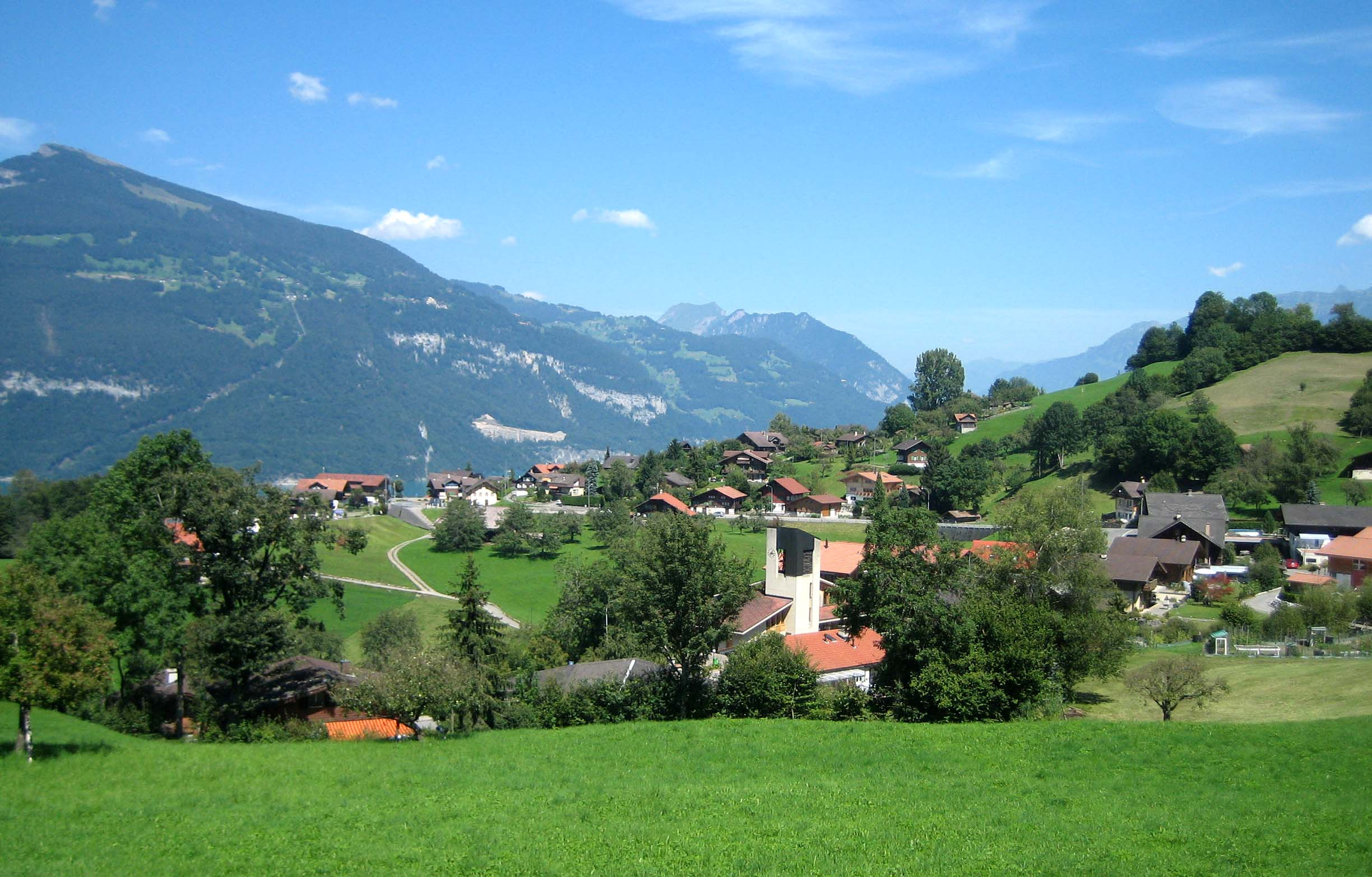

克拉蒂根是瑞士的城鎮，位於該國中西部，由伯恩州負責管轄，面積1.92平方公里，海拔高度712米，2011年人口328，七成人口信奉基督教，人口密度每平方公里171人。